# Škrlatno nebo na vzhodu in zahodu
Škrlatno nebo na vzhodu in zahodu (COBISS) je delo pisatelja Mitje Malešiča, ki ga je dokončal deset dni pred smrtjo. Povest je leta 1941 objavljal v Domu in svetu, kot samostojna publikacija pa je izšla leta 1960 pri Goriški Mohorjevi družbi.

## Vsebina
Zgodba se začne na veliki petek. Novi kaplan pri maši pridiga o »škrlatnem nebu«, nebesih, kar ljudi tako prevzame, da celo mesto govori samo o tem. A njegove besede se ne dotaknejo visoke družbe z brezvernim predstojnikom okrajnega sodišča Ovnom na čelu, ki na praznik popiva v gostilni. V svojem uporu natakarico celo prisili, da mu skuha golaž. Ko se po enem od nočnih popivanj družba vrača domov, doživijo nesrečo, z vozom zadenejo križ ob cesti, pri čemer se najhuje poškoduje ravno svetnik Oven. Doma zavrne obisk župnika in šele po mesecu dni, ko se mu stanje nič ne izboljša, da sam poklicati mladega kaplana. Po prerekanju in dvomih v vero vendarle sprejme svojo krivdo zoper boga in družino ter prosi odpuščanja. Glavna tema povesti je tako spreobrnitev brezverca v vernika, vendar ne s prepričevanjem ljudi, temveč s samoodločitvijo Ovna po nesreči, tik pred smrtjo.    